# Otavaloa angotero
Otavaloa angotero är en spindelart som beskrevs av Huber 2000. Otavaloa angotero ingår i släktet Otavaloa och familjen dallerspindlar. Inga underarter finns listade i Catalogue of Life.